# Autodrom v Soči

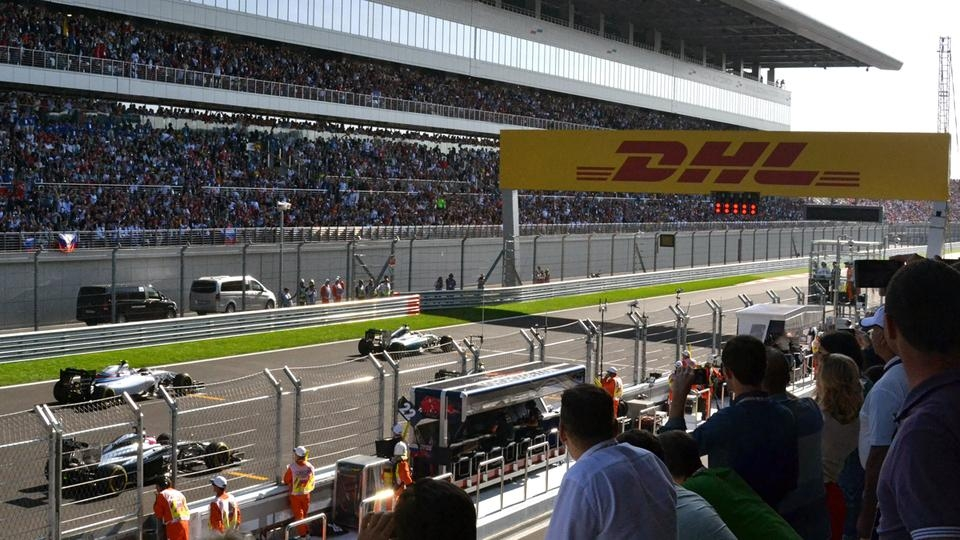
Start Grand Prix 2014 v Rusku

Autodrom v Soči (rusky Сочи Автодром), dříve označovaný též Sochi International Street Circuit nebo Sochi Olympic Park Circuit je závodní okruh nacházející se ve městě Soči na pobřeží Černého moře, v Krasnodarském kraji, v Rusku. Dlouhá verze měří 5,848 kilometru, krátká verze 2,313 km.
Sochi Autodrom je nyní místem, kde se koná Grand Prix Ruska šampionátu Formule 1, kterou pořádá od roku 2014, a to nejméně do roku 2020. Mezi současnými okruhy Formule 1 je pátým nejdelším: před ním jsou belgické Spa-Francorchamps (7,004 km), saúdskoarabská Džidda (6.175 km), ázerbájdžánské Baku (6,003 km) a britský Silverstone (5,891 km).
Okruh se rozkládá přímo v olympijském parku, kde se konaly Zimní olympijské hry 2014: trať vede nejdříve rovinkou do náměstí, kde planul olympijský oheň, dále kolem stadiónu Fišt, mezi hokejovými arénami, okolo curlingového centra a rychlobruslařské haly Iceberg. Nejvyšší rychlost se zde dá dosáhnout okolo 330 km/h a celý areál pojme až 55 tisíc návštěvníků.. Je tak podobný jiným tratím rozkládajícím se v bývalých olympijských areálech: Beijing Olympic Green Circuit hostí závody Formule E, Sydney Olympic Park Circuit nebo Circuit Gilles Villeneuve v Montréalu.

## Vítězové v jednotlivých letech
| Rok  | Jezdec          | Konstruktér | Výsledky |
| ---- | --------------- | ----------- | -------- |
| 2021 | Lewis Hamilton  | Mercedes    | Výsledky |
| 2020 | Valtteri Bottas | Mercedes    | Výsledky |
| 2019 | Lewis Hamilton  | Mercedes    | Výsledky |
| 2018 | Lewis Hamilton  | Mercedes    | Výsledky |
| 2017 | Valtteri Bottas | Mercedes    | Výsledky |
| 2016 | Nico Rosberg    | Mercedes    | Výsledky |
| 2015 | Lewis Hamilton  | Mercedes    | Výsledky |
| 2014 | Lewis Hamilton  | Mercedes    | Výsledky |